# 天王遙
天王遙，是武內直子創作的著名日本動漫《美少女戰士》中的主要人物之一，為高人氣角色，以中性氣質聞名。
其另一身分是美少女戰士中的Sailor Uranus，她經常與情人兼伙伴海王美智留的Sailor Neptune一起戰鬥，以保護太陽系免受邪惡力量的侵擾。Sailor Uranus擁有與風和天空相關的力量，預知能力，以及劍戰相關的力量。
在動畫中，其角色的日語配音員是緒方惠美，Crystal為皆川純子。

## 人物角色

90年代動畫中的天王遙。

在遠古時代的銀千年王國，天王遙是水手服戰士之一，其頭髮特徵為淺金色短髮（漫畫原作為銀色），是個男孩風氣質的少女，動畫中設定為男裝麗人。她在動畫登場開始經常跟海王美智留在一起，後來故事以倒敍的形式，講述她首先與已經覺醒為水手服戰士的美智留的相遇，二人有「百合界的始祖」之著稱。
天王遙於無限學園就讀，初中時於田徑、籃球、擊劍、懸掛式滑翔機的比賽中每每獲勝，其興趣十分廣泛，從田徑以至打電動機等各種興趣。性格上，她是個固執的、具保護性的人，其意志堅強、有能力、有魅力，偶爾甚至是大膽的人。雖然她曾在《美少女戰士R》的最後一集跟Sailor Neptune一起於剪影中現身，但她在第三輯故事中才正式被介紹出場。她的身高達6尺，是美少女戰士中最高的成員。儘管阿遙初登場時的年齡僅僅只有16歲，然而她的生日日期於日本學年中意味著她比眾水手服戰士年長一歲。
性格十分瀟灑風雅，但是面對自身戰士的使命就會萬般嚴肅，甚至嚴厲，為了達成目的不擇手段，必要時連自己、戰友都能犧牲。
天王遙首次出場時並非以水手服戰士的身分出現，而是以「禮服幪面俠」的姿態出現，這使她的性別變得複雜化，但這種形式再也沒有被提及過。其後她跟美智留登場時已是無限學園高中一年級的學生，於該校上課的她們以便於窺探土萌教授等人的情況。自從無限學園崩潰後，她在養育土萌螢的同時一邊做著賽車方面的工作。
阿遙喜歡賽車和跑步，在校內是個短跑運動員，也是個有名的天才賽車手，其最大的夢想是成為職業賽車手，但由於戰士的使命感使這個夢想被耽擱了，賽車也只能變成她閒時的嗜好。她經常以賽車手的服裝駕駛著愛車在公路上飛馳，在漫畫中此成為其絕技。在漫畫版中，其愛車是作者武內直子所喜歡的銀藍色法拉利Ferrari F512M，而動畫版的則是黃色豐田TOYOTA 2000GT。阿遙也擁有摩托車及直升機「天王丸」，動畫中她在越野摩托車比賽裡獲得冠軍，而原作中就讀高中一年級的她則乘直升機到無限學園上課。在鋼琴方面，阿遙也有非凡的才能，漫畫中她在國際音樂節跟演奏小提琴的海王美智留合演二重奏，不過在動畫版中，該國際音樂節相當於星光三人組與美智留的聯合演奏會。其他興趣方面，阿遙也會跳華爾茲。
在漫畫中，武內直子將天王遙設定為一個能隨外界變化而變身的戰士。動畫中她是個女生，她在平日裡是女扮男裝，但當她變身成為Sailor Uranus後就顯出她本來的面貌。天王遙覺醒為水手服戰士後經常跟海王美智留的Sailor Neptune一起行動，他們的戰友是冥王雪奈的Sailor Pluto。由於她是守護天王星的外太陽系戰士，故此需要比內太陽系的戰士擁有更強大的力量，其戰鬥力極高，可使用風和引力武器與敵人戰鬥，也擅長近身攻擊對戰。其出眾的力量與速度是許多戰士和敵人都比不上的，她並且擁有冷靜的頭腦與作為戰士的勇氣。在所有的戰士中，她的力量只在土萌螢與月野兔之下，很多時候都能夠輕易地避開敵人的攻擊，她的力量是無庸置疑的。雖然漫畫及動畫皆沒有明言天王遙為外太陽系戰士的首領，但是在內太陽系戰士看來都存在著帶首領的模式。根據設定，她是能夠在天空飛翔的戰士，以抵禦太陽系外來入侵者的外太陽系戰士。為保護著外太陽系的安全，阿遙需要長期忍受著孤獨和寂寞。
她有著對於使命感的重視、不惜一切手段，哪怕弄髒自己的手也不在乎的冷酷一面，這個想法的差異導致她與內太陽系戰士們屢次的對立，但她非常聰明、冷靜、成熟，可說是一個完美的人。
隨著無限學園的結束，天王遙轉校到阿兔等人就讀的十番高中，轉校後的她加入田徑學會，成為具造詣的短跑運動員，被後輩的女生們所仰慕。在動畫中，有時候美智留演奏小提琴的期間，可看到阿遙以鋼琴伴奏。在學業成績中，阿遙最佳的學科是體育，而現代日語是她最遜色的科目。她最喜歡的食物是沙律，最不喜歡的是納豆；她最喜歡的顏色是金色。阿遙是很重視私隱的，當她慌亂時會拿自己來開玩笑來逗別人，並且難於懺悔。根據美智留的說法，阿遙跟流行的男生們有過不止一次的麻煩。阿遙卻否認這一點，但此事顯然使她惱火。
天王遙喜歡挑逗漂亮的女孩子，她在漫畫中甚至親吻過月野兔。阿兔對阿遙的出現一見鍾情，在整個漫畫系列中，阿遙曾跟阿兔輕輕地調情，無論是出於她首次見面時的習慣，還是只為了有趣，最終阿兔也以調情回應，但只限於出現在漫畫版中。她們在動畫中的關係是不同的，阿遙就如地場衛般以「麵包頭」或「丸子頭」這俏皮的綽號稱呼她；然而當她在《美少女戰士Sailor Stars》回歸時，她便開始以「小貓」來稱呼阿兔。漫畫版中，阿遙經常被女生一見鍾情，除了月野兔外，她在漫畫中曾經穿男裝跟武鬥派的木野真琴於空手道對戰中獲勝，其瀟灑的生活和獨特的女性魅力是真琴所憧憬的對象；此外，愛野美奈子也對阿遙動心過。
雖然她跟海王美智留的關係直至這系列的後期部分並非隱含性，他們倆的戀人關係於系列的早期被提及並且主角們相當快就普遍明白，這有時也是善意幽默的來源，特別是因為相比之下，其他少數的水手服戰士有著比較相當認真的浪漫前景，而且也因為大膽的阿遙認為在公共場合討論戀愛的事情是不禮貌的行為。然而在動畫中，他們之間關係在身體接觸方面僅限於牽手及調情，有時甚至是帶點幽默的含意，但一般都保持謹慎的。
除了跟海王美智留的戀愛關係以外，天王遙跟冥王雪奈也是親密的朋友，因為他們三人需要緊密的合作。隨著「死亡毀滅者」的毀滅，以及土萌螢作為嬰兒的模樣重生後，三人發誓共同養育並照顧她，而土萌螢稱呼阿遙為「遙爸爸」。在養育阿螢的同時，阿遙一邊做著賽車的工作。故事後來的劇情指她們一家四口住在一家高級公寓中，幸福地生活了一段時間，儘管她跟美智留透過未知的方式變得非常富有，在漫畫中阿遙曾說她跟美智留有「富裕的資助者們」，但故事中並沒有討論過阿遙任何的家庭生活。在漫畫版及動畫版中，阿遙的角色是可以合理互換的，雖然她在動畫中的冷漠更為明顯。她跟美智留一樣，阿遙有時候被認為是反英雄人物。
在《美少女戰士音樂劇》中，天王遙與海王美智留的戀愛關係保持不變；不論是漫畫還是動畫中，她們倆總是一起出現，雖然二人在音樂劇中的浪漫關係通常是保持低調的，但飾演兩人的女演員於音樂劇《月亮女神島傳說》的舞台上親吻。

## 各方面與形式
天王遙作為一個擁有不同的化身、力量、特殊的能力、變身及永恆延長壽命的角色，她擁有幾乎實質上跨越銀千年時代和30世紀這漫長的壽命，阿遙隨着系列的進展而獲得多方面的身分及別名。 

### 天王星公主
在銀千年的時候，Sailor Uranus是她所屬星球—天王星的公主。她是有責任保護太陽系外緣的人之一。作為天王星的公主，她居於其衛星天衞五（Miranda）的城堡中，並穿著一件深藍色的禮服 — 她以這種形式出現於原著漫畫第41集，以及其補充藝術之中。

### 水手服戰士
天王遙的水手服戰士身分是Sailor Uranus，她所穿的制服是以海軍藍及黃色為主。她跟大部分士兵有所不同，她的手套只延伸到前臂中部。在變身的狀態下，她戴著兩枚金環形耳環。她於系列中獲得特定的稱號，包括：天空的戰士及飛行的戰士。眾所周知，她的奔跑速度與風一樣快，並可以從天空預測壞事。也許她關於天空的頭銜是指希臘羅馬世界中天空的化身天王星。Sailor Uranus是一個更具攻擊性，更有智慧的水手服戰士，她攜帶著的宇宙劍是她與海王星及冥王星戰士的三個護身符之一。
她的性格與她變身前並沒有甚麼不同，只是變身前的她不能使用某些異能。Sailor Neptune是她不變的伙伴，她們很少會分開。
隨著天王遙的力量變得更強大，Sailor Uranus將獲得額外的力量，她的制服在關鍵點中的變化都反映了出來。第一次變化發生在漫畫的第39集當中，當她獲得天王星水晶時，她的裝備將變得類似於超級Sailor Moon。此時她並沒有獲得新的稱號。類似的事件發生在動畫的第167集，她並且被命名為Super Sailor Uranus。 第三部分，僅限出現於漫畫的第42集，也是未被命名，但類似於永恆Sailor Moon（有羽翼那種）。

## 特別技能與力量
儘管天王遙非常強大並且有一定的心理敏感度（主要是以美智留及冥王雪奈分享夢境的形式，或是透過「聽到」風中的預兆），但她在未變身前沒有使用任何特殊異能。她必須首先把她的手或特殊變身裝置舉到空中，然後喊出一個特殊的咒語，最初是「天王星行星的力量，變身！」。在漫畫中，她最終獲得了天王星水晶，而這句咒語變為「天王星水晶力量」。在動畫中，儘管她確實升級到超級Sailor Uranus，但在《美少女戰士Crystal》中從未提及，而她的變身過程也未有在屏幕上顯示。
天王星戰士的力量是源自希臘神話的啟發，天王星是天空之神。它們也受到西方占星術的啟發，天王星與天災有關，例如「地震，龍捲風，颱風和颶風」。她的首個攻擊是「萬有震盪」；她能夠從大氣中收集能量，並将此能量擊地發射，用所产生的震荡波以攻擊敵人。她於系列中有三種重要的攻擊，漫畫中的每個日語漢字都表達了日本讀者的意思。例如：天界震，此亦是其動畫中的主要攻擊。
天王遙攜帶著一把稱為「宇宙劍」的特殊利刃，這是三個強大的護身符之一，另外兩個護身符分別由海王美智留及冥王雪奈所有。漫畫中，她似乎已經知道它是一個護身符；動畫中，它自天王遙的純潔之心抽離出來，才讓她獲得「宇宙劍」。在任何一種情況下，Sailor Uranus把它用於她的第二次攻擊，「宇宙劍亂風」，它會激發破壞性的劍氣，以及物理性攻擊。
她的第三種攻擊，只出現於漫畫中的最後一種攻擊，那個就是不需要使用任何物品的「宇宙亂氣流」。天王星水晶也許是她最重要的擁有物，那是她的水手水晶及她的所有力量泉源，並由土萌螢給她的，這在《美少女戰士Sailor Stars》中變得尤其重要。

### 變身力量

#### 動畫版
- 天王星行星力量，變身！（Uranus Planet Power,Make Up!）
- 天王星水晶力量，變身！（Uranus Crystal Power,Make Up!）

#### 漫畫版
- 天王星行星力量，變身！（Uranus Planet Power,Make Up!）
- 天王星水晶力量，變身！（Uranus Crystal Power,Make Up!）

### 必殺技

#### 動畫版
| 90年代動畫版 | 90年代動畫版 | 90年代動畫版               | 90年代動畫版          | 90年代動畫版                                   | 90年代動畫版   | 90年代動畫版         | 90年代動畫版 |
| 初次出現回數 | 日文原版     | 英語                       | 台灣翻譯 (MOMO親子台) | 台灣翻譯 (華視)                                | 香港翻譯 (TVB) | 香港翻譯(VHS/LD/VCD) |              |
| --- | ------------ | -------------------------- | --------------------- | ---------------------------------------------- | -------------- | -------------------- | ------------ |
| 90 / 92 |              | World Shaking              | 宇宙震盪              | 天王宇宙電光 世界震盪球 (VCD)                  | 萬有震盪       | 天地搖動彈           |              |
| 光的能量在高举起的右手手掌集中后紧握拳头，闪射出金色的光芒，随后空气和大地的能量也一同汇聚在右拳中形成一个带有光环的超高压能量光球。随後将右拳猛地叩向地面使光球擦着地面吸取地震的能量飞速前进攻击敌人。受到攻击的敌人在发生剧烈地抖动后瞬间被震荡波给撕裂。 |              |                            |                       |                                                |                |                      |              |
| SS剧场版 / 169 |              | Space Sword Blaster        | 宇宙劍亂風            | 天王神劍，斬妖除魔 天王太空劍，爆破！ 天崩劍裂 | 宇宙劍亂風     | 宇宙暴風劍           |              |
| 手握发出光芒的宇宙之剑对着敌人进行斩击，宇宙之剑瞬间飞射出单数型或复数型的能量光刃像疾风一样飞速劈向敌人。 |              |                            |                       |                                                |                |                      |              |
| Crystal（新版動畫） |              |                            |                       |                                                |                |                      |              |
| 初次出現回數 | 日文原版     | 英語                       | 台灣翻译 (台視HD)     | 香港翻譯 (ViuTV)                               |                |                      |              |
| 29 |              | World Shaking              | 宇宙震盪              | 萬有震盪                                       |                |                      |              |
| 天王星的符号一个回旋，飞射出一个金色的能量球体将地面震碎后产生震荡波，将敌人粉碎。 |              |                            |                       |                                                |                |                      |              |
| 30 |              | Space Sword Blaster        | 宇宙暴風劍            | 宇宙劍亂風                                     |                |                      |              |
| 风的能量向高举着的宇宙之剑前端集中，形成一个巨大的行星状能量光球后将其劈斩而出，并在前进途中瞬间分裂成无数个光球后脱离行星环化作月牙形的回旋镖猛烈地对着敌人劈斩。                                                                                           |              |                            |                       |                                                |                |                      |              |
| Cosmos 動畫版 |              |                            |                       |                                                |                |                      |              |
| |              | Space Turbulence           |                       |                                                |                |                      |              |
| 高举右手握有的金色光芒，然后将其形成一个发光能量球，又将左手产生的白色能量球组合在一起，以双臂向下交叉的姿势将能量球发射出去。 |              |                            |                       |                                                |                |                      |              |
| |              | Galactica Space Turbulence |                       |                                                |                |                      |              |
| 将左手手镯发出的金色光芒握在右手中形成一个发光能量球，又将左手产生的白色能量球组合在一起，以双臂向下交叉的姿势将能量球发射出去。 |              |                            |                       |                                                |                |                      |              |

#### 漫畫版
| 日文原版 | 英語                | 中文       |
| -------- | ------------------- | ---------- |
|          | World Shaking       | 天界震     |
|          | Space Sword Blaster | 宇宙劍亂風 |
|          | Space Turbulence    | 宇宙亂氣流 |

## 版本區別
天王遙於動畫版和漫畫版的性格、設定上的差異非常明顯。另外，真人版音樂劇是以動畫的設定為基礎。

### 漫畫版
Sailor Uranus在內太陽系戰士們面前首次現身時，她身穿披風，戴著面罩，讓讀者一個禮服幪面俠第二的深刻印象。她變裝潛入無限學園的部分中以男性的第一人稱「俺」（日本男性的自稱）及「私」（日本女性的自稱），她對於「我」的說法以男女各自分開使用。除了穿男裝以外，阿遙基本上都穿著女性的服裝，在《番外篇》的無限學園穿水手服，進入十番高中後也穿水手服。她在漫畫的後半部分完全以女性的身分生活著。
對於天王遙是男還是女曾經有過各種不同的解釋，也有爭議。因為有男女兩性的性格各異，所以對她因為是女人所以輸給男人是理所當然的說法感到厭惡。當她被阿兔問及是男是女的時候，她回答：「是男是女有那麼重要嗎？」，海王美智留解釋為是男也是女，同時擁有著男性與女性的力量及特質的戰士「ウラヌスは男でもあり女でもある、どちらの性もどちらの強さもあわせ持つ戦士なのです」這句話解釋了粉絲們之間的意見分歧。但作者在一次訪問中明確表示所有戰士都為女性。

### 動畫版
天王遙在內太陽系戰士們面前首次現身時是穿著無限學院的男生校服，並跟海王美智留一起登場。其性別為女，在身為水手服戰士覺醒之前，她喜歡穿男裝的打扮成男裝麗人。動畫與原作不同，她會以男性語氣自稱為「僕」（日本男性的自稱，有些職場女強人也會使用）。與原作不同的是
阿遙除了幾乎沒有變身以外的女性樣子，音樂劇中進入十番高中後也穿著水手服校服。她一直扮演著男裝的角色，也認同自己的女性身份，討厭受歡迎的男性，所以她並不喜歡星光戰士三人組，特別是把接觸美智留又單戀阿兔的星野光視為眼中釘。在跟Sailor Galaxia對戰中倒下時，把自己的公主（月野兔）托付給星野光後消失。

## 發展
Sailor Uranus的角色於水手服戰士經過完善的建立以後，直到《美少女戰士》系列中段才得以發展。她是與Sailor Neptune的角色共同建立作為「互補但相反的人物」，並從一開始就意味著跟Sailor Pluto一起工作。創作者武內直子曾說過她對動畫系列中天王遙的個性變化感到震驚，但她很高興粉絲們仍然喜歡這個角色。
天王遙的初期草圖比後來的形象更柔和及更女性化；她原本計劃在全女班的《寶塚歌劇團》裡以男性的角色於舞台上演出。雖然這並不包括於系列本身中，但武內直子於採訪中表示，她認為寶塚是「最高等級的女性解放，這些女演員涵蓋戲劇的所有角色，甚至是男性角色。我被她們啟發而創造了天王遙。」她還形容這樣一個人物為「集合女生最好朋友及童話王子於一身」的人，她指自己已有一段很長的時間很想把這樣的角色加入到她的一部作品之中。阿遙於系列中作為一眾年輕女生的姐姐形象，並作為地場衛的對比人物，那是武內直子理想的男性形象。
漫畫中，天王遙相對上是雌雄同體的人，她穿著女性化和陽剛男性化的服裝，與傳統於少女漫畫中所描繪漂亮的雌雄同體女生如出一轍。武內直子繪畫阿遙穿著男裝時，把她的身體變得與眾不同，比其他人更具男性化的身材。在這些時候，她甚至將阿遙稱為「以男性形式」，並表示她希望這個在動畫中繼續。在動畫中，阿遙有時女性化的外表被淡化，她幾乎總是顯得男性化。阿遙對對賽車的迷戀至少在武內直子本人的一些細節中看到：在漫畫中，她們甚至分享了最喜愛的車—法拉利512M。在動畫中，她被看到駕駛著黃色或白色的1968Toyota 2000GT開篷跑車（類似於定制的「邦德型號」），又或是有一次駕駛著1990年蒙特哥藍色的萬事得MX-5。
在日語漢字中，阿遙的姓氏被翻譯為「天王」，它們合起來便構成了日文中的天王星，她的名字為平假名「はるか」，字詞本來的意思為「遙」。其家族的姓氏有時被錯誤地標記為「Tennō」，這實際上是日文中這個星球名稱的更常見的寫法，但是漫畫總是把阿遙的姓氏寫為「Ten'ō」，其中它的振假名被使用，並成為於動畫中的發音。

### 聲演及演出
在日本動畫系列及電影中，天王遙都是由緒方惠美聲演，緒方惠美在較早時候曾聲演動畫中的怪物及黑月帝國中的柏爾，和系列中小時候的地場衛。緒方惠美被導演指示下聲演跟海王美智留成為一對已婚夫婦的阿遙。1995年，緒方惠美於第16屆Animage動漫大獎賽中贏得最佳配音女演員獎，主要是因為她聲演Sailor Uranus的工作，打破了林原惠的12連勝紀錄。她在之前的一年排名第三，並在隨後的三年排名第二，後來於1999年下跌至第九位。在《美少女戰士Crystal》的第三季中，她的角色由皆川純子聲演。
在《美少女戰士音樂劇》中，阿遙的角色由5位女演員飾演，分別是：木村早苗（Sanae Kimura）、高木名音（Nao Takagi 高木ナオ）、波多乃萬莉（Asako Uchida）、中山旦子（Akiko Nakayama）及 汐月しゅう（Shu Shiotsuki）。木村早苗認為在她的最後一部音樂劇《永遠傳說 （Eien Densetsu kaiteiban）》中，天王星和海王星的背叛對她來說是一個非常困難的場景，她並在此期間哭起來。
在音樂劇中長時間飾演天王遙的高木名音，當她看到早期的一部音樂劇時，儘管她以前從未演過，但她決定飾演「金髮的水手服戰士」的角色。高木名音指自己「真的很高興能夠飾演天王星戰士」以及認為天王星戰士是「一個完全酷帥的戰士」。她指某些涉及她自己和飾演海王美智留的朝見優香（Yuhka Asami）的場景是專門為他們二人創造的，特別是《Destined Couple》這首歌曲。

## 評價
《美少女戰士》的官方角色人氣民意調查把天王遙與Sailor Uranus分作兩個獨立的個體作投選。1994年，讀者從51個選擇中投選，Sailor Uranus是最受歡迎角色的第六位，比第十位的天王遙票數多出超過9,000多票。在1996年初，從51個選擇當中，讀者投選Sailor Uranus為第10位，而天王遙則排名第20位。天王遙於1995年的《Animage》的最喜歡女角色民意調查中成為第一位，翌年排名第七。有指天王遙由於「明確的男性屬性」，所以在女粉絲當中「非常受歡迎」。
Sailor Uranus被描述為具有「明顯男性特徵」，而且她保護阿兔是「作為一個男性會對女性做的事」。她表現得更願意採取任何必要的手段，並且讓身體更強壯。

### 審查制度
有鑑於社交習俗，為了避免一部針對年幼觀眾的動畫中的女同性戀角色的爭議，天王遙及海王美智留的關係於某些國家受到審查。在北美，從之前的配音中指出天王遙與海王美智留是「表親」的關係；甚至偶爾透過不應該知道這些信息的人物來說明這一點。然而，無論是為了更忠於日本的原著，或是因為未能一致地編輯，從前英語配音的幾集裡保留了大量她們之間的隨意調情。由於審查制度和有問題的配音，一些觀眾不僅推斷出兩個女孩之間的同性戀關係，而且還推斷她們之間的一種亂倫關係。甚至還有人暗示過，天王遙及海王美智留關係於配音上的困難，是早期系列的配音與《美少女戰士S》之間存在相隔幾年間差距的部分原因。但是更應該指出的是，在日本也有圍繞這個角色存在一些爭議。